# 긴발나무두더지
긴발나무두더지(Tupaia longipes)는 청서번티기과에 속하는 나무두더지의 일종이다. 인도네시아의 브루나이 그리고 말레이시아에서 발견되지만, 서식지 감소로 멸종 위협을 받고 있다.